# Maurizio Mannelli
Maurizio Mannelli (né le 1er janvier 1930 à Rome, et mort le 24 mai 2014 à Naples) est un joueur italien de water-polo.

## Biographie
Maurizio Mannelli participe aux Jeux olympiques d'été de 1952 et remporte la médaille de bronze de la compétition.

## Palmarès

### Jeux olympiques
- Jeux olympiques d'été de 1952 à Helsinki,  Finlande
  -  Médaille de bronze.